# روسلان محمدف
روسلان محمدف (روسی: Руслан Гаджимагомедович Магомедов؛ زادهٔ ۲۶ نوامبر ۱۹۸۶) ورزشکار هنرهای رزمی ترکیبی اهل روسیه است. وی از سال ۲۰۱۰ میلادی تاکنون مشغول فعالیت بوده‌است.